# Alcanede
Alcanede is een plaats (freguesia) in de Portugese gemeente Santarém en telt 5048 inwoners (2001).